# Claudia Rossi
Claudia Rossi (Myjava, Checoslovaquia; 13 de abril de 1983) es una actriz pornográfica retirada eslovaca.

## Biografía
Claudia Rossi, cuyo nombre de nacimiento es Veronika Kozikova, nació en 1983 en la ciudad checoslovaca de Myjava. Tras la separación del país en dos, la región en la que vivía pertenecería a Eslovaquia, país del que tiene nacionalidad.
Se trasladó a Praga, donde comenzó su carrera como modelo en la Bohem Agency de Claudio Mattei, con la que firmó un contrato de exclusividad por dos años.
Más tarde, se trasladó a los Estados Unidos, donde comenzó su carrera como actriz porno en 2003. Desde sus comienzos empezó a trabajar con las principales productoras como Evil Angel, Digital Sin o New Sensations, aunque ha participado en producciones de Private, especialmente en sagas como Private Movies, Private Sports, Private Xtreme o Private XXX.
Fue nominada en 2007 y 2009 en los Premios AVN a la Artista femenina extranjera del año.
Algunos de sus trabajos son Cumstains 7, Russian Institute - Lesson 1, Casino - No Limit, Harder They Cum 3 o Pinch.
Se retiró como actriz pornográfica en 2011, con más de 450 películas.

## Premios y nominaciones
| Año  | Ceremonia   | Resultado | Premio                              | Trabajo |
| ---- | ----------- | --------- | ----------------------------------- | ------- |
| 2007 | Premios AVN | Nominada  | Artista femenina extranjera del año | —       |
| 2009 | Premios AVN | Nominada  | Artista femenina extranjera del año | —       |